# Алыбай (Восточно-Казахстанская область)
Алыбай (каз. Алыбай) — село в Улькен Нарынском районе Восточно-Казахстанской области Казахстана. Входит в состав Новохайрузовского сельского округа. Код КАТО — 635455200.

## Население
В 1999 году население села составляло 254 человека (130 мужчин и 124 женщины). По данным переписи 2009 года, в селе проживало 118 человек (57 мужчин и 61 женщина).